# Adrian Pabst

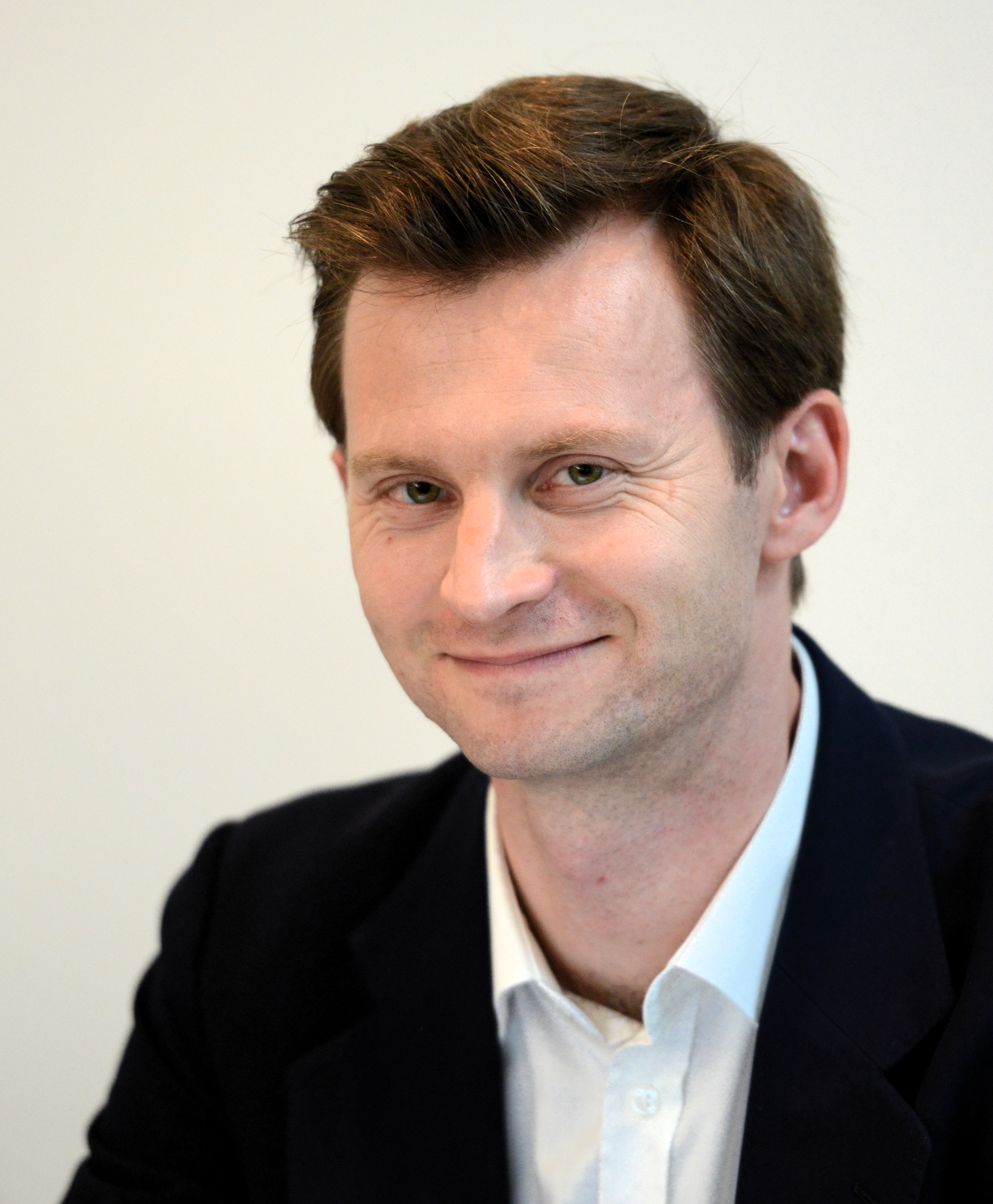
Adrian Pabst, 2014

Adrian Pabst (* 1976) ist ein deutscher Religionswissenschaftler und Politikwissenschaftler, der seit 2009 als Hochschullehrer der University of Kent über die Rolle von Ethik und Religion in der Politik zahlreiche Bücher und Essays publiziert hat.

## Leben
Pabst erwarb einen religionswissenschaftlichen MA-Abschluss an der Universität Cambridge, einen Master of Science an der London School of Economics und einen Dr. phil.  in politischer Ideengeschichte und Religionsphilosophie an der University of Cambridge  (2002–2006). Anschließend forschte er mit einem Leverhulme Early Career Fellowship-Stipendium an der University of Nottingham  (2007–09). Neben Deutsch spricht er fließend Englisch, Französisch und Spanisch.
Neben der Arbeit in Lehre und Forschung schreibt Pabst häufig Beiträge über Geopolitik, politische Ökonomie, Europa und Religion in international renommierten Medien wie International Herald Tribune, The Guardian, The Moscow Times, The National, The Huffington Post, das australische Forschungs-Portal The Conversation, ABC Rubrik Religion & Ethics und Les Échos.
Seit 2007 ist er Mitherausgeber der religionswissenschaftlichen Zeitschrift Telos und Mitglied des University of Nottingham Center of Theology and Philosophy. Im Jahr 2012 trat er der überparteilichen Denkfabrik ResPublica bei.
Als Schwerpunkt seiner Forschung gibt seine Hochschule zeitgenössische postliberale Politik und politische Ökonomie an.

## Werke
- Radical orthodoxy pour une révolution théologique. Ad solem diff sofedis 2004
- Encounter between Eastern orthodoxy and radical orthodoxy transfiguring the world through the Word. Ashgate 2008
- The pope and Jesus of Nazareth : Christ, scripture and the Church. (mit Angus Paddison) SCM Press, Nottingham 2009
- The crisis of global capitalism : Pope Benedict XVI's social encyclical and the future of political economy, Essays. Wipf & Stock, 2011
- Metaphysics : the creation of hierarchy. W.B. Eerdmans, 2012.
- The Demons of Liberal Democracy. Polity Press, 160pp, 2019.[5]

Herausgeber
- Ian Geary, Adrian Pabst (Hrsg.): Blue Labour Forging a New Politics, I.B. Tauris/Bloomsbury 2015, ISBN 9781784534912.